# Виктория (квартал)
Вижте пояснителната страница за други значения на Виктория.
„Виктория“ е името на известен квартал в централната част на град Лондон, Великобритания.
Районът е неясно дефиниран като улиците около гара „Виктория“, включително Victoria Street (вж. по-долу), Бъкингамския дворец, Wilton Road, Grosvenor Gardens и Vauxhall Bridge Road. Виктория се състои предимно от търговска собственост, частни и социални жилища, с използване на дребно по протежение на главните улици.
Виктория включва един от най-натоварените транспортни възли в Лондон, включително жп гара, спирка на метро, както и основен център за автобусни и таксиметрови услуги, Автогарата Виктория, се намира на 800 метра югозападно от жп гарата.
Victoria Street работи по оста изток-запад от гара Виктория. Кардинал Place – от другата страна на улицата от Уестминстърската катедрала, открит през 2006 г., съдържа селекция от ресторанти, банки и магазини. Нататък по улицата се намира голямата къща на Фрейзър – универсален магазин (бившата армия и флот) срещу кметството на Уестминстър.

## История
Victoria Street възниква през 1850 г. – изграждането на тази основна пътна артерия довежда до разрушаване на гетата. Станцията е построена през 1861 година.
Според биографията на Норман Уиздъм, спал близо до статуята на Маршал Фош от автогарата в западния край на улицата, когато родителите му се разделили, той е бил на 9 години. Преди да отиде в комедия работи като момче за поръчки в предлагания Mansions – артилерия на
Victoria Street, която тогава е била гранд хотел. През 1980 г. той преминава в упадък, но през 1990 година е обновен и сега е елегантен жилищен блок.
Victoria Palace Theatre е на сегашното си място от 1832 година – насам. Той първоначално е бил известен като Moys Music Hall, но след като гара Виктория е построена, е разрушен. След това отново е бил разрушен през 1911 г. поради модернизация. Той е най-известен със златната статуя на Анна Павлова, която е над него. През 1939 г. той е премахнат.

## Бъдеще
Съществуват известен брой нови предложения за генерално преустройство в района, включително подобрения на метростанция Виктория, и възстановяване на околните обекти.